# Modelo de la probabilidad de elaboración
El modelo de la probabilidad de elaboración es un modelo explicativo de la persuasión creado por los psicólogos sociales Cacioppo y Petty y difundido en un volumen en 1986.
El modelo de la probabilidad de elaboración constituye un hito en los estudios sobre persuasión porque ha tenido el valor de integrar los modelos previos de actitud. Como lo expresó uno de los creadores, su objetivo fue el de crear un modelo que aglutinase las aportaciones de teoría persuasiva anteriores, valiosas en sí mismas pero de resultados dispares y contrarios, incapaces de alcanzar 
principios generalizables para una comunicación eficaz. Entre las teorías de partida para su integración en ELM están principalmente la teoría de la comunicación de Yale basada en la secuencia: fuente, mensaje, canal y receptor, la teoría de McGuire (1968), las aportaciones de la implicación(Krugman,  1966),  la  teoría  del  juicio  social  (Sherif  y  otros,  1981),  el  modelo heurístico (Chaiken, 1980) y en alguna medida los modelos de expectativa por valor (Ajzen,1975)..

## Origen
El modelo de probabilidad de elaboración es una teoría general del cambio de actitud . Según los desarrolladores de la teoría, Richard E. Petty y John T. Cacioppo , pretendían proporcionar un "marco general para organizar, categorizar y comprender los procesos básicos que subyacen a la eficacia de las comunicaciones persuasivas". 
El estudio de las actitudes y la persuasión comenzó como el foco central de la psicología social, presentado en el trabajo de los psicólogos Gordon Allport (1935) y Edward Alsworth Ross (1908). Allport describió las actitudes como "el concepto más distintivo e indispensable de la psicología social contemporánea".  Se dedicó una considerable investigación al estudio de las actitudes y la persuasión desde la década de 1930 hasta finales de la de 1970. Estos estudios se embarcaron en varias cuestiones relevantes relacionadas con las actitudes y la persuasión, como la coherencia entre actitudes y comportamientos  y los procesos subyacentes a la correspondencia actitud/comportamiento .  Sin embargo, Petty y Cacioppo notaron un problema importante que enfrentan los investigadores de actitud y persuasión en el sentido de que había un acuerdo mínimo con respecto a "si, cuándo y cómo las variables tradicionales de fuente, mensaje, destinatario y canal afectaban el cambio de actitud".  Al darse cuenta de este problema, Petty y Cacioppo desarrollaron el modelo de probabilidad de elaboración como un intento de explicar la persistencia diferencial del cambio de actitud inducido por la comunicación. Petty y Cacioppo sugirieron que se podría considerar que diferentes hallazgos empíricos y teorías sobre la persistencia de la actitud enfatizan una de las dos rutas hacia la persuasión que presentaron en su modelo de probabilidad de elaboración.

## Ideas centrales
El ELM tiene cuatro ideas centrales.
1. El ELM sostiene que cuando una persona encuentra alguna forma de comunicación, puede procesar esta comunicación con distintos niveles de pensamiento (elaboración), que van desde un bajo grado de pensamiento (baja elaboración) hasta un alto grado de pensamiento (alta elaboración). Los factores que contribuyen a la elaboración incluyen diferentes motivaciones, habilidades, oportunidades, etc.
2. El ELM predice que existe una variedad de procesos psicológicos de cambio que operan en diversos grados en función del nivel de elaboración de una persona. En el extremo inferior del continuo se encuentran los procesos que requieren relativamente poca reflexión, incluido el condicionamiento clásico y la mera exposición . En el extremo superior del continuo se encuentran los procesos que requieren relativamente más pensamiento, incluidos los procesos de expectativa-valor y respuesta cognitiva . Cuando predominan los procesos de elaboración inferiores, se dice que una persona está utilizando la ruta periférica, que se contrasta con la ruta central, que implica la operación de procesos predominantemente de elaboración alta. [9]
3. El ELM predice que el grado de pensamiento utilizado en un contexto de persuasión determina cuán trascendente llega a ser la actitud resultante. Las actitudes formadas a través de procesos de ruta central de alto pensamiento tenderán a persistir en el tiempo, resistir la persuasión y ser influyentes para guiar otros juicios y comportamientos en mayor medida que las actitudes formadas a través de procesos de ruta periférica de bajo pensamiento.
4. El ELM también predice que cualquier variable determinada puede tener múltiples funciones en la persuasión, incluida la de actuar como señal para emitir un juicio o como influencia en la dirección del pensamiento sobre un mensaje. El ELM sostiene que el papel específico por el cual opera una variable está determinado por el grado de elaboración.

## Supuestos
Supuesto 1: “Las personas están motivadas a mantener actitudes correctas”
Supuesto 2: “Aunque las personas quieren mantener actitudes correctas, la cantidad y la naturaleza de la elaboración del tema relevante en la que están dispuestas o son capaces de participar para evaluar un mensaje varían según los factores individuales y situacionales”
Supuesto 3: “Las variables pueden afectar la cantidad y dirección del cambio de actitud al:
Que sirvan como argumentos persuasivos;
Sirviendo como señales periféricas; y/o
Afectar el alcance o la dirección de la cuestión y la elaboración del argumento”.
Supuesto 4: "Las variables que afectan la motivación y/o la capacidad para procesar un mensaje de una manera relativamente objetiva pueden hacerlo mejorando o reduciendo el escrutinio del argumento".
Supuesto 5: "Las variables que afectan el procesamiento de mensajes de una manera relativamente sesgada pueden producir un sesgo motivacional y/o de capacidad positivo (favorable) o negativo (desfavorable) en los pensamientos relevantes al tema que se intentan"
Supuesto 6: "A medida que disminuye la motivación y/o la capacidad para procesar argumentos, las señales periféricas se vuelven determinantes de la persuasión relativamente más importantes. Por el contrario, a medida que aumenta el escrutinio de los argumentos, las señales periféricas se vuelven determinantes de la persuasión relativamente menos importantes".
Supuesto 7: "Los cambios de actitud que resultan principalmente del procesamiento de argumentos relevantes para el tema (ruta central) mostrarán una mayor persistencia temporal, una mayor predicción del comportamiento y una mayor resistencia a la contrapersuasión que los cambios de actitud que resultan principalmente de señales periféricas". 

## Rutas
El modelo de probabilidad de elaboración propone dos rutas distintas para el procesamiento de la información : una ruta central y una ruta periférica. El ELM sostiene que existen numerosos procesos específicos de cambio en el "continuo de elaboración" que van de bajo a alto. Cuando los procesos operativos en el extremo inferior del continuo determinan las actitudes, la persuasión sigue la ruta periférica. Cuando los procesos operativos en el extremo superior del continuo determinan las actitudes, la persuasión sigue la ruta central. 
- Según la ruta central , la persuasión probablemente resultará de la consideración cuidadosa y reflexiva de una persona sobre los verdaderos méritos de la información presentada en apoyo de una defensa. La ruta central implica un alto nivel de elaboración del mensaje en el que el individuo que recibe el mensaje genera una gran cantidad de cognición sobre los argumentos. Los resultados del cambio de actitud serán relativamente duraderos, resistentes y predictivos del comportamiento.
- Por otro lado, bajo la ruta periférica , la persuasión resulta de la asociación de una persona con señales positivas o negativas en el estímulo o de hacer una simple inferencia sobre los méritos de la posición defendida. Las señales recibidas por el individuo por vía periférica generalmente no están relacionadas con la calidad lógica del estímulo. Estas señales involucrarán factores como la credibilidad o el atractivo de las fuentes del mensaje, o la calidad de producción del mensaje. La probabilidad de elaboración estará determinada por la motivación y la capacidad del individuo para evaluar el argumento que se presenta. Ejemplos: Rutas de ELM (centrales y periféricas)

### Ruta Central
La ruta central se utiliza cuando el destinatario del mensaje tiene la motivación y la capacidad de pensar en el mensaje y su tema. Cuando las personas procesan información de manera central, las respuestas o elaboraciones cognitivas serán mucho más relevantes para la información, mientras que cuando procesan de manera periférica, el individuo puede confiar en heurísticas y otras reglas generales al elaborar un mensaje. Al estar en el extremo superior del continuo de elaboración, las personas evalúan la información relevante para el objeto en relación con los esquemas que ya poseen y llegan a una actitud razonada que está respaldada por la información.  Es importante considerar dos tipos de factores que influyen en cómo y cuánto se elaborará un mensaje persuasivo. Los primeros son los factores que influyen en nuestra motivación para elaborar, y los segundos son los factores que influyen en nuestra capacidad para elaborar. La motivación para procesar el mensaje puede estar determinada por un interés personal en el tema del mensaje, o factores individuales como la necesidad de cognición. Sin embargo, si el destinatario del mensaje tiene una fuerte actitud negativa hacia la posición propuesta en el mensaje, es probable que se produzca un efecto boomerang (un efecto opuesto). Es decir, se resistirán al mensaje y podrán alejarse de la posición propuesta.  Dos ventajas de la ruta central son que los cambios de actitud tienden a durar más y predicen mejor el comportamiento que los cambios de la ruta periférica.  En general, a medida que disminuye la motivación y la capacidad de las personas para procesar el mensaje y desarrollar elaboraciones, las señales periféricas presentes en la situación se vuelven más importantes en su procesamiento del mensaje.

### Ruta periférica
La ruta periférica se utiliza cuando el destinatario del mensaje tiene poco o ningún interés en el tema y/o tiene una menor capacidad para procesar el mensaje. Al estar en el extremo inferior del proceso de elaboración, los destinatarios no examinan la información tan a fondo. Con la ruta periférica, es más probable que confíen en impresiones generales (por ejemplo, "esto se siente bien/bien"), las primeras partes del mensaje, su propio estado de ánimo, señales positivas y negativas del contexto de persuasión, etc. Las personas son "avaros cognitivos" y buscan reducir el esfuerzo mental, a menudo utilizan la ruta periférica y, por lo tanto, dependen de heurísticas (atajos mentales) al procesar la información. Cuando un individuo no está motivado para procesar centralmente un problema porque carece de interés en él, o si el individuo no tiene la capacidad cognitiva para procesar centralmente el problema, entonces estas heurísticas pueden ser bastante persuasivas. Los Principios de influencia social de Robert Cialdini (1984), que incluyen el compromiso, la prueba social, la escasez, la reciprocidad, la autoridad, así como el agrado de la persona que te está persuadiendo, son algunos ejemplos de heurísticas utilizadas con frecuencia.  Además, la credibilidad también se puede utilizar como heurística en el pensamiento periférico porque cuando se considera que un hablante tiene una mayor credibilidad, es más probable que el oyente crea el mensaje. La credibilidad es una forma de bajo esfuerzo y algo confiable de darnos una respuesta sobre qué decidir y/o creer sin tener que esforzarnos mucho para pensarlo. El procesamiento de rutas periféricas implica un bajo nivel de elaboración. El usuario no examina la eficacia del mensaje.
Si estas influencias periféricas pasan completamente desapercibidas, es probable que el destinatario del mensaje mantenga su actitud anterior hacia el mensaje. De lo contrario, el individuo cambiará temporalmente su actitud hacia ello. Este cambio de actitud puede ser duradero, aunque es menos probable que se produzca un cambio duradero que con la ruta central.  

## Cauciones
Ningún elemento de un estímulo persuasivo es per se central o periférico, esto depende del propio sujeto receptor. Elementos secundarios pensados por el creador persuasivo como periféricos, de apoyo visual o auditivo, que pueden ser percibidos como centrales, por ejemplo la música de un anuncio.
La principal alternativa al modelo de probabilidad de elaboración proviene de Kruglanski y Thompson quienes proponen una sola ruta y no dos, y que la demostración empírica de ELM tiene un malentendido fundamental que es el de haber comparado claves periféricas simples con argumentos complejos, siendo la complejidad la causa real de las diferencias observadas (Kruglanski, A. y Thompson, E.:Persuasion by a Single Route: A View from the Unimodel Source: Psychological Inquiry, Vol. 10, No. 2 (1999), pp. 83-109)

## Determinantes de la ruta
Los dos factores más influyentes que afectan la ruta de procesamiento que utiliza un individuo son la motivación (el deseo de procesar el mensaje; ver Petty y Cacioppo, 1979) y la habilidad (la capacidad de evaluación crítica; ver Petty, Wells y Brock, 1976). El grado de motivación se ve a su vez afectado por la actitud y la relevancia personal. La capacidad de elaboración de los individuos se ve afectada por las distracciones, su actividad cognitiva (el grado en que sus procesos cognitivos están involucrados en múltiples tareas  ) y su conocimiento general.

### Motivación
Las actitudes hacia un mensaje pueden afectar la motivación . Partiendo de la teoría de la disonancia cognitiva , cuando a las personas se les presenta nueva información (un mensaje) que entra en conflicto con creencias, ideas o valores existentes, se sentirán motivadas a eliminar la disonancia para permanecer en paz con sus propios pensamientos.  Por ejemplo, las personas que quieren creer que tendrán éxito académico pueden recordar más de sus éxitos académicos pasados que de sus fracasos. También pueden utilizar su conocimiento del mundo para construir nuevas teorías sobre cómo sus rasgos particulares de personalidad pueden predisponerlos al éxito académico (Kunda, 1987). Si logran acceder y construir creencias apropiadas, pueden sentirse justificados al concluir que tendrán éxito académico, sin darse cuenta de que también poseen conocimientos que podrían usarse para respaldar la conclusión opuesta. 
La relevancia personal también puede afectar el grado de motivación de un individuo. Por ejemplo, a los estudiantes universitarios se les habló de una nueva política de exámenes que entraría en vigor uno o diez años después. La propuesta de la nueva política de exámenes se basó en argumentos fuertes o débiles. Aquellos estudiantes que se verían personalmente afectados por este cambio pensarían más en el tema que aquellos estudiantes que no se verían personalmente afectados. 
Un factor adicional que afecta el grado de motivación es la necesidad de cognición de un individuo . Los individuos que sienten mayor placer que otros al pensar tienden a dedicarse a pensar con más esfuerzo debido a su disfrute intrínseco para ellos, independientemente de la importancia que el tema tenga para ellos o de la necesidad de estar en lo correcto. 

### Habilidad
La capacidad incluye la disponibilidad de recursos cognitivos (por ejemplo, la ausencia de presiones de tiempo o distracciones) y el conocimiento relevante necesario para examinar argumentos. Las distracciones (por ejemplo, el ruido en una biblioteca donde una persona intenta leer un artículo de revista) pueden disminuir la capacidad de una persona para procesar un mensaje. El ajetreo cognitivo, que también puede servir como distracción, limita los recursos cognitivos disponibles para la tarea en cuestión (evaluar un mensaje). Otro factor de capacidad es la familiaridad con el tema relevante. Aunque es posible que no estén distraídos ni ocupados cognitivamente, su insuficiencia de conocimientos puede obstaculizar la participación de las personas en el pensamiento profundo.

### Oportunidad
Algunos psicólogos agrupan la oportunidad con la capacidad, ya que se relaciona principalmente con el tiempo disponible para que el individuo tome una decisión. La corriente de pensamiento popular hoy en día es que se trata de una categoría en sí misma.  Los factores relacionados con la capacidad de pensar incluyen: presión de tiempo, repetición de mensajes, distracción, conocimiento, fatiga, presión social, etc.
La repetición de mensajes permite un mayor escrutinio de los argumentos. Si el argumento es fuerte, la repetición conduce a un mayor cambio de actitud. Por ejemplo, en la investigación de mercados, la publicidad conduce a una actitud favorable hacia la marca siempre que los argumentos sean sólidos y no induzcan al tedio.  Sin embargo, es evidente que la repetición no siempre conduce a un mayor cambio de actitud. El efecto de la repetición también depende de otros factores como el contenido del argumento y el conocimiento y la actitud previos.
Cuando la Distracción es alta, la elaboración es menor debido al poder mental limitado. En este caso, las personas se ven menos influenciadas por la calidad del argumento de un mensaje persuasivo. Más bien, se centran en señales fuente simples.  Manteniendo constantes otros factores, un argumento más sólido conduce a un mayor cambio de actitud cuando la distracción es baja; y un argumento débil podría conducir a un mayor cambio de actitud cuando la distracción es alta.

## Validación empírica del modelo
Fue realizada principalmente durante los años 80, y en la actualidad se da por validada la teoría y se realizan aplicaciones de la misma. Entre las referencias de validación empírica están:
Stiff, J. (1985); Petty, R., Cacioppo, J. and D. Schumann.(1983); Andrews, C. and T. Shimp(1990)